# Параскивешти (Арђеш)
Параскивешти (рум. Paraschivești) насеље је у Румунији у округу Арђеш у општини Прибојени. Oпштина се налази на надморској висини од 301 m.

## Становништво
Према подацима из 2002. године у насељу је живело 798 становника, од којих су сви румунске националности.